# Маїлян Антон Сергійович
Антон Сергійович Маїля́н (справжнє по батькові — Саркисович; 28 березня 1880, Тифліс — 20 квітня 1942, Баку) — вірменський радянський і азербайджанський радянський композитор, хормейстер та музичний педагог. 

## Біографія
Народився 16 [28] березня 1880 року в місті Тифлісі (нині Тбілісі, Грузія) у сім'ї робітника-муляра. Музичні смаки формувалися у ранні роки у хорі Христофора Кара-Мурзи, в якому він постійно співав. Участь у хорі вплинула на напрямок його подальшої творчої і музично-громадської діяльності. Навчався у Тифлісіській нерсісянській семінарії, де співав у хорі Макара Екмаляна та набув ґрунтовних навичок диригування. З 1900 по 1903 рік продовжив здобувати музичну освіту в Тифліському музичному училищі у класі композиції Миколи Ніколаєва. Під час навчання, як артист, брав участь у драматичних виставах Тифліського артистичного товариства.
Після завершення навчання у 1904 році був запрошений як хормейстер до Нерсісянської семінарії. З 1906 року, жив та працював у Баку, де у 1908 році створив перший хор з робітників нафтової промисловості. Протягом 1910—1917 років видавав щомісячний вірменський журнал «Татрон ев еражштутюн» («Театр та музика»).
У 1918—1919 роках викладав спів у вірменських, грузинських і російських школах Тифлісу. 1920 року повернувся до Баку, де невдовзі, за дорученням Азербайджанського Народного комісаріату просвіти, організував дитячу театрально-музичну студію з азербайджанським та вірменським секторами. Заснував та з 1925 року очолював музичну театральну секцію Будинку вірменського мистецтва в Баку. Збирав музичний фольклор народів Кавказу і Закавказзя. Надалі виступав як диригент, пропагував твори азербайджанської і вірменської музики.
Помер в Баку  20 квітня 1942 року.

## Творчість
Серед творів:
- опери:
  - «Казки бабусі Гюльназ» (1906, дитяча опера за Газаросом Агаяном)[5];
  - «Чарівна весна»/«Гьозяль Бахар» (1925, дитяча опера);
  - «Пустотливий Микіч»/«Чар Микіч» (1926, дитяча опера за Ованесом Туманяном)[5];
  - «Зизик» (1926, дитяча опера);
  - «Жабеня» (1926);
  - «Кісточка щастя»/«Бахті корізи» (1926, дитяча опера);
  - «Чарівниця, троянда і черв'як» (1928);
  - «Гюллі» (1930);
  - «Сафа» (1933, про боротьбу азербайджанських і вірменських селян проти феодалів у XVIII столітті; перша постановка у 1939 році у Азербайджанському театрі опери і балету імені Мірзи Фаталі Ахундова)[5];
- музика до вистав «Хатабала» Ґабріеля Сундукяна, «Шкода ввічливості» та «Дядя Багдарас» Акопа Пароняна, «У 1905 році» Джафара Джабарли, «Отелло» Вільяма Шекспіра[5];
- балет «Індійська красуня» (1941);
- музичні драми «Гікор» (1923), «Міньйон» (1923);
- музичні комедії «Тмбалач Хаган» (1929), «Молла Насреддин» (1940);
- романси «Пісня моря» на слова О. Костаняна, «Не проси мене» на слова Ованеса Туманяна[6];
- вокально-симфонічні і камерні твори, зокрема ескізи для симфонічного оркестру «Пам'яті Шевченка» (1939).

Є одним із перших творців вірменської радянської пісні.

## Відзнаки
- Заслужений діяч мистецтва Азербайджанської РСР (1930; у зв'язку з 25-річчям музично-педагогічної та літературної діяльності)[4];
- Орден «Знак Пошани» (1938, за участь у декаді азейбарджанського мистецтва у Москві)[4].